# XV Giochi dei piccoli stati d'Europa
I XV Giochi dei piccoli stati d'Europa si sono svolti in Lussemburgo dal 27 maggio al 1º giugno 2013.

## I Giochi

### Paesi partecipanti
Tra parentesi, il numero di atleti partecipanti:
- Andorra (39)
- Cipro (137)
- Islanda (125)
- Liechtenstein (37)
- Lussemburgo (167)
- Malta (63)
- Monaco (93)
- Montenegro (12)
- San Marino (89)

### Sport
La manifestazione prevede la presenza di 11 sport; fra parentesi, il numero di eventi connessi:
- Atletica leggera (36)
- Beach volley (2)
- Ciclismo (6)
- Ginnastica (12)
- Judo (12)
- Nuoto (32)
- Pallacanestro (2)
- Pallavolo (2)
- Tennis (5)
- Tennistavolo (6)
- Tiro (5)

## Calendario
| ● | Cerimonia di apertura |  | Competizioni | ● | Finali | ● | Cerimonia di chiusura |

| Maggio/Giugno         | 27 Lun                | 28 Mar | 29 Mer | 30 Gio | 31 Ven | 1° Sab | Totale |     |
| --------------------- | --------------------- | ------ | ------ | ------ | ------ | ------ | ------ | --- |
| Atletica leggera      | Atletica leggera      |        | 10     |        | 13     |        | 13     | 36  |
| Beach volley          | Beach volley          |        |        |        |        |        | 2      | 2   |
| Ciclismo              | Ciclismo              |        | 2      |        | 2      | 2      |        | 6   |
| Ginnastica            | Ginnastica            |        | 2      |        | 10     |        |        | 12  |
| Judo                  | Judo                  |        | 10     |        | 2      |        |        | 12  |
| Nuoto                 | Nuoto                 |        | 8      | 10     | 8      | 6      |        | 32  |
| Pallacanestro         | Pallacanestro         |        |        |        |        |        | 2      | 2   |
| Pallavolo             | Pallavolo             |        |        |        |        |        | 2      | 2   |
| Tennis                | Tennis                |        |        |        |        | 3      | 2      | 5   |
| Tennistavolo          | Tennistavolo          |        |        | 2      | 2      |        | 2      | 6   |
| Tiro                  | Tiro                  |        |        | 3      |        | 2      |        | 5   |
| Totale medaglie d'oro | Totale medaglie d'oro |        | 32     | 15     | 37     | 13     | 23     | 120 |
| Cerimonie             | Cerimonie             | ●      |        |        |        |        | ●      |     |
| Maggio/Giugno         | 27 Lun                | 28 Mar | 29 Mer | 30 Gio | 31 Ven | 1° Sab | Totale |     |

## Medagliere
| #      | Nazione       | Oro | Argento | Bronzo | Totale |
| ------ | ------------- | --- | ------- | ------ | ------ |
| 1      | Lussemburgo   | 36  | 39      | 31     | 106    |
| 2      | Islanda       | 28  | 29      | 30     | 87     |
| 3      | Cipro         | 28  | 17      | 24     | 69     |
| 4      | Liechtenstein | 11  | 16      | 8      | 35     |
| 5      | Montenegro    | 9   | 0       | 2      | 11     |
| 6      | Monaco        | 7   | 8       | 15     | 30     |
| 7      | Malta         | 2   | 11      | 13     | 26     |
| 8      | Andorra       | 2   | 1       | 3      | 6      |
| 9      | San Marino    | 1   | 4       | 9      | 14     |
| Totale | Totale        | 124 | 124     | 135    | 383    |